# Léa Casta
Léa Casta (* 10. Februar 2006) ist eine französische Snowboarderin. Sie startet ausschließlich im Snowboardcross.

## Karriere
Casta begann bereits als Kind mit dem Snowboardfahren. Ihr internationales Renndebüt gab sie am 30. Oktober 2021 bei einem FIS-Rennen in Les Deux Alpes. Bereits ein knappes Jahr später, am 4. Dezember 2022 gab sie am gleichen Ort ihr Weltcupdebüt, wobei sie auf Anhieb mit Rang 3 ihre erste Podestplatzierung im Weltcup erreichte.
Kurz danach nahm sie beim Europäischen Olympischen Winter-Jugendfestival in der Region Friaul-Julisch Venetien an ihrem ersten internationalen Großereignis teil. Casta gewann gemeinsam mit Eliott Leicht die Goldmedaille im Mixed Team sowie Silber im Snowboardcross. Nur wenige Wochen danach nahm sie in Bakuriani an ihren ersten Weltmeisterschaften teil, wobei sie den 17. Platz im Snowboardcross erreichte.
Bei den Juniorenweltmeisterschaften des gleichen Jahres gewann Casta Gold im Snowboardcross sowie Bronze im Mixed Team mit Aïdan Chollet.
2024 nahm sie an den Olympischen Jugend-Winterspielen in Gangwon teil, wo sie erneut zwei Medaillen gewinnen konnte. Sie siegte mit Jonas Chollet im Mixed Team und gewann Bronze im Snowboardcross. Zudem konnte sie ihren Juniorenweltmeistertitel aus dem Vorjahr bei den Wettkämpfen in Gudauri verteidigen, dieses Mal im Team mit Julien Tomas. Zudem konnte sich Casta den Titel im Snowboardcross sichern.
Ihren ersten Weltcupsieg feierte Casta zu Beginn der Weltcupsaison 2024/25, am 14. Dezember 2024 in Cervinia.

## Erfolge

### Weltmeisterschaften
- 2023 Bakuriani: 17. Snowboardcross
- 2025 Engadin: 4. Platz Snowboardcross Team, 5. Platz Snowboardcross

### Weltcup
- 12 Podestplätze, davon 4 Siege

#### Weltcupsiege
| Nr. | Datum             | Ort              |
| --- | ----------------- | ---------------- |
| 1.  | 14. Dezember 2024 | Cervinia         |
| 2.  | 21. März 2025     | Montafon         |
| 3.  | 5. April 2025     | Mont Sainte-Anne |
| 4.  | 6. April 2025     | Mont Sainte-Anne |

#### Weltcup-Gesamtplatzierungen
| Saison  | Platz | Punkte |
| ------- | ----- | ------ |
| 2022/23 | 11.   | 206    |
| 2023/24 | 7.    | 417    |
| 2024/25 | 1.    | 805    |

### Juniorenweltmeisterschaften
- Passo San Pellegrino 2023: 1. Snowboardcross, 3. Mixed Team
- Gudauri 2024: 1. Snowboardcross, 1. Mixed Team
- Isola 2000 2025: 1. Snowboardcross, 1. Mixed Team

### Europacup
- 4 Podestplätze, davon 2 Siege

| Datum           | Ort               | Land       | Disziplin      |
| --------------- | ----------------- | ---------- | -------------- |
| 6. Januar 2023  | Isola 2000        | Frankreich | Snowboardcross |
| 27. Januar 2024 | Puy-Saint-Vincent | Frankreich | Snowboardcross |

### South American Cup
- 2 Siege

| Datum           | Ort      | Land  | Disziplin      |
| --------------- | -------- | ----- | -------------- |
| 1. Oktober 2023 | Corralco | Chile | Snowboardcross |
| 3. Oktober 2024 | Corralco | Chile | Snowboardcross |

### Olympische Jugend-Winterspiele
- Gangwon 2024: 1. Mixed Team, 3. Snowboardcross

### Europäisches Olympisches Winter-Jugendfestival
- Chiusaforte 2023: 1. Mixed Team, 2. Snowboardcross

### Weitere Erfolge
- Französische Meisterin im Snowboardcross (2024)
- Ein Sieg bei einem FIS-Wettkampf